# Bicska (film)
A Bicska (eredeti cím: Jacknife) 1989-ben bemutatott amerikai romantikus filmdráma, melyet David Hugh Jones rendezett. A forgatókönyvet Stephen Metcalfe írta, 1982-es Strange Snow című színdarabja alapján. A főbb szerepekben Robert De Niro, Ed Harris és Kathy Baker látható.
A történet két, Vietnámot megjárt háborús veterán és egyikük húga életének rövid részletét meséli el, amiben mindannyiuk élete megváltozik. A film a hangsúlyt a szereplők ábrázolására és összetett kapcsolatukra helyezi.
Az Amerikai Egyesült Államokban 1989. március 10-én mutatták be. Harrist alakításáért Golden Globe-díjra jelölték.

## Cselekmény
|  | Alább a cselekmény részletei következnek! |

Joseph Megessey valamikor Vietnámban harcolt. A háború nem múlt el nyomtalanul számára, bár ez nem látszik rajta. Egy ottani bajtársához, Dave-hez megy kora hajnalban, és felveri a házat. Dave húga, Martha golfütővel fogadja az ismeretlen férfit, aki időközben bemegy a hátsó ajtón. Dave előző napi részegségét próbálja kialudni, amit „Megs” egy vödör hideg vízzel szakít meg. Kiderül, hogy Megs valamikor, talán öt héttel korábban telefonált egy alkalommal, és javasolta, hogy menjenek el közösen horgászni. Dave akkor igent mondott, de el is felejtette az egészet. Megs udvarolni kezd Marthának, aki hirtelen elhatározásból velük megy, bár ő hajnali kettőig iskolai dolgozatokat javított, ugyanis egy középiskolában biológia-tanár. A furcsa triónak nem nagyon van szerencséje a halfogásban, csak Marthának sikerül egy pisztrángot kifognia. Megs örömében belerántja a nőt a vízbe. Dave nem sokat foglalkozik a horgászattal, egy laposüvegből pálinkát iszogat és kiüti magát.
Amikor Dave látja, hogy Marthának szimpatikus a férfi, figyelmezteti, hogy Megs veszélyes és megbízhatatlan fickó és hogy nem a barátja.
Többszöri visszaemlékezésekből kiderül, hogy Megs, Dave és Bobby Buckman a vietnámi háború előtt barátok voltak. Egy bevetésen Dave gyáván viselkedett, nem akart kiszállni a helikopterből és harcolni, ahogy a többiek. Amikor Megs megsérült és lemaradt, Dave azt mondta Bobbynak, hogy ne menjen érte, mert Megs már meghalt. Bobby visszament, hogy segítsen neki, azonban ő halt meg, nem Megs.
Martha egy alkalommal főz Megsnek, aki az evés után megcsókolja a nőt, aki kéri, hogy hagyja abba. Megs kiüti az ajtóüveget az öklével. A kórházban kiderül, hogy Megsnek már több hasonló balesete volt. Martha számára azonban szimpatikus a férfi, csak hirtelen jött neki a dolog, és még aznap este együtt alszanak. Megs hajnalban hazamegy.
Megs szeretne segíteni Dave-nek, ezért elviszi egy találkozóra, ahol háborús veteránok beszélnek problémáikról. Dave nem sokáig bírja, és elmenekül. Dave kamionsofőr, egyik útjára Megs is elkíséri és időnként ő veszi át a kormányt. Amikor látja, hogy Dave apró tablettát vesz be és neki is kínálja, ő visszautasítja. Elomdja neki, hogy akkor állt le a különféle szerekről, amikor manókat meg törpéket kezdett látni az országút mellett.
Megs és Martha többször is elmennek étterembe. Egyik alkalommal Dave észreveszi őket, és észrevétlenül hazamegy, otthon pedig újból figyelmezteti Marthát, hogy ne vegye komolyan a férfit. Martha szerint azonban Dave egy csődtömeg, akinek ő is csak azért kell, hogy legyen otthon valaki, amikor hazaérkezik, és jelzi, hogy el fog költözni.
Martha iskolája év végi záróbulit rendez, amire Martha is hivatalos. Megset is meghívja, aki elmondja neki, milyen kínosan érezte magát a saját iskolai buliján, amikor mindenki elegáns ruhában volt, ő meg csizmában és bőrdzsekiben feszengett. Megs egy garázsban autószerelő, és nem sokat ad rá, hogyan néz ki. Haja a válláig ér, és körszakálla van. Kockák ingben és ujjatlan mellényben jár. A záróbulira azonban nem csak Martha, hanem Megs is kicsípi magát: levágatja a haját és szakállát (a bajuszát meghagyja) és fehér mellényű öltönyt csináltat magának. A bulin jól érzik magukat, még a diákok is megtapsolják, ahogy együtt táncolnak.
Eközben Dave egy bárban próbálja leinni magát, és sorban rendeli a röviditalokat. Dave emlékeiben is ugyanaz a jelenetsor játszódik le újra és újra, amikor nem mert kiszállni a gépből és azt kérte Bobbytól, hogy ne hagyja ott, mert Megs már meghalt. Nyilván felkiálthatott, mert az ivóban mindenki ránéz. Dave az egyik vengédben Bobbyt véli látni, akinek vér csorog a szájából. Ekkor kirohan az ivóból, és autójával az iskolához hajt, ahol neki annak idején sportsikerei voltak. Most azonban összetöri a folyosói vitrinek üvegét egy székkel. A reakcióját csak Megs érti meg, aki próbálja vigasztalni és a sérüléseit kitisztítani.
Dave megjelenik egy veterántalálkozón és beszélni kezd az életéről. Megs elköszön Marthától, és azt mondja, hogy nem fog menni a dolog. Nem sokkal később azonban visszatér hozzá. A trió megkezdi közös életét.
|  | Itt a vége a cselekmény részletezésének! |

## Szereplők
| Színész           | Szerep                            | Magyar hang    |
| ----------------- | --------------------------------- | -------------- |
| Robert De Niro    | Joseph „Bicska” („Megs”) Megessey | Reviczky Gábor |
| Kathy Baker       | Martha, Dave húga                 | Antal Olga     |
| Ed Harris         | David „High School” Flannigan     | Epres Attila   |
| Sloane Shelton    | Shirley                           |                |
| Tom Isbell        | Bobby 'Red Sox' Buckman           |                |
| Jordan Lund       | Tiny                              |                |
| Charles S. Dutton | Jake                              |                |
| Josh Pais         | Rick                              |                |
| Ivar Brogger      | szerelő a garázsban               |                |
| Michael Arkin     | diszpécser                        |                |
| Kirk Taylor       | gépfegyverkezelő a helikopteren   |                |
| Jordan Lund       | Tiny                              |                |
| Charles S. Dutton | Jake, a veteráncsoport vezetője   |                |

## A film készítése és bemutatója
A filmet az alább helyszíneken forgatták:
- Meriden, New Britain, Cromwell – Connecticut állam, USA
- Montréal, Kanada

2007. január 23-án jelent meg DVD-n a Lionsgate Home Entertainment forgalmazásában.

## Fogadtatás

### Kritikai visszhang
A filmkritikusok véleményét összegző Rotten Tomatoes 64%-ra értékelte 14 vélemény alapján.
A Spirituality and Practice kritikusai, Frederic és Mary Ann Brussat szerint: „De Niro, Harris és Baker erőteljes előadása érzelmi tűzijátékban robban. A rendező David Jones a filmet a trió tagjainak kimondatlan gyötrődésére, elszigeteltségére és szeretetéhségére koncentrálja.”

### Díjak, jelölések
- jelölés – Golden Globe-díj a legjobb férfi mellékszereplőnek (1990) – Ed Harris

## Fordítás
Ez a szócikk részben vagy egészben  a   Jacknife című angol Wikipédia-szócikk ezen változatának fordításán alapul.  Az eredeti cikk szerkesztőit annak laptörténete sorolja fel. Ez a jelzés csupán a megfogalmazás eredetét és a szerzői jogokat jelzi, nem szolgál a cikkben szereplő információk forrásmegjelöléseként.